# Taenaris wattina
Taenaris wattina är en fjärilsart som beskrevs av Hans Fruhstorfer 1904. Taenaris wattina ingår i släktet Taenaris och familjen praktfjärilar. Inga underarter finns listade i Catalogue of Life.